# Perth Challenger 1983
Il Perth Challenger 1983 è stato un torneo di tennis facente parte della categoria ATP Challenger Series nell'ambito dell'ATP Challenger Series 1983. Il torneo si è giocato a Perth in Australia dal 3 al 9 gennaio 1983 su campi in erba.

## Vincitori

### Singolare
Wally Masur ha battuto in finale  Juan Farrow con il punteggio di 6–2, 4–6, 7–6

### Doppio
John Benson /  Chris Johnstone hanno battuto in finale  Peter Doohan /  Michael Fancutt con il punteggio di 3–6, 6–4, 7–6